# Ohrdorf
Ohrdorf is een klein dorp in de Duitse gemeente Wittingen in de deelstaat Nedersaksen. Het dorp wordt voor het eerst vermeld als Adorp in een oorkonde uit 1112. De dorpskerk, gebouwd van zwerfstenen, stamt uit 1235.
In 1974 werd de tot dan zelfstandige gemeente bij de stad Wittingen gevoegd.